# Ion Foti
Ion Foti (11 decembrie 1887–1946) a fost un poet, prozator, jurnalist și traducător român.

## Biografie
S-a născut într-o familie aromână din Kleisoura, un sat care a făcut parte din Imperiul Otoman și se află acum în Grecia. Tatăl său era comerciant. După absolvirea liceului la Bitola, Foti a emigrat în Vechiul Regat, unde a urmat facultatea de literatură și filosofie a Universității din București. Prima sa lucrare publicată în limba aromână, a apărut în 1912. A fost corespondent pentru ziarul atenian Elefthero Vima, redactor la ziarul Viitorul din București și, împreună cu Romulus P. Voinescu, a codirigit cultural bilunar Propilee literare (1926-1929). Opera lui Foti a apărut în Sămănătorul, Luceafărul, Literatorul, Convorbiri Critice, Flacăra și Universul. A tradus Eschil, precum și poezii orientale și germane în română și aromână. În 1925, a câștigat premiul Societății Scriitorilor din România pentru poezie.